# 理查德·布饶尔
理查德·达戈贝尔特·布饶尔（英語：Richard Dagobert Brauer，1901年2月10日—1977年4月17日），德国、美国数学家，主要工作领域是抽象代数，但在数论上作出了重要贡献。他是模表示论的创始人。

## 生平
阿尔弗雷德·布劳尔是理查德的哥哥，比他大七岁。阿尔弗雷德和理查德都对科学和数学感兴趣，但阿尔弗雷德却在第一次世界大战的战斗中受伤。当他还是个孩子的时候，理查德就梦想成为一名发明家，并于1919年2月被柏林-夏洛滕堡工业大学录取。他很快就转到了柏林大学。除了1920年夏天他在弗赖堡大学学习之外，他都在柏林学习，并在1926年3月16日获得博士学位。1921年，Issai Schur 组织了一次研讨会，提出了 Alfred 和 Richard 共同研究的一个问题，并发表了研究结果。海因茨·霍普夫在同一时期也解决了这个问题。Richard 在 Schur 指导下写了论文，为实正交（旋转）群的不可约、连续、有限维表示提供了一种代数方法。
伊尔丝·卡格尔也曾在柏林大学学习数学；她和理查德于1925年9月17日结婚。他们的儿子乔治·乌尔里希（1927年生）和弗雷德·冈瑟（1932年生）也成为了数学家。布饶尔在柯尼斯堡（今加里宁格勒）开始了他的教学生涯，担任康拉德·克诺普的助教。布饶尔在柯尼斯堡阐述了完备域上的中心可除代数，这种代数的同构类构成了由他引入的所谓Brauer群的元素。
1933年纳粹党掌权后，紧急援助外国学者委员会采取行动帮助布饶尔等犹太科学家。布饶尔被聘为肯塔基大学的助理教授。理查德接受了这份工作，直到1933年底，他在肯塔基州的列克星敦市教学，用的是英语。第二年，伊尔丝和乔治、弗雷德一起来到了美国；哥哥阿尔弗雷德1939年来到了美国，但他们的妹妹爱丽丝却在大屠杀中被杀。
1934年，赫尔曼·外尔邀请理查德到普林斯顿高等研究院协助他。理查德和内森·贾柯勃逊编辑了韦尔的讲座《连续群的结构和表示》。在埃莉·诺特的影响下，理查德被邀请到多伦多大学担任教职。他和研究生Cecil J. Nesbitt一起发展的模表示论于1937年出版。罗伯特·斯坦伯格、斯蒂芬·阿瑟·詹宁斯和拉尔夫·斯坦顿也是布劳尔在多伦多的学生。布饶尔还与中山正进行了关于代数表示的国际研究。1941年，威斯康星大学麦迪逊分校聘布饶尔教授为客座教授。第二年，他访问了埃米尔·阿廷任教的印第安纳布卢明顿高级研究学院。
1948年，理查德和伊尔莎搬到安阿伯，在那里他和 Robert M. Thrall 为密歇根大学的近世代数课程做出了贡献。布饶尔和他的研究生 K·A·福勒一起证明了布劳尔-福勒定理。唐纳德·约翰·刘易斯也是他在密歇根大学的学生。
1952年，布劳尔进入哈佛大学任教。1971年退休前，他曾教授过许多有抱负的数学家，如唐纳德·帕斯曼和I·马丁·艾萨克斯。布劳尔夫妇经常去看望他们的朋友，比如 Reinhold Baer，Werner Wolfgang Rogosinski，以及卡尔·西格尔。

## 数学工作
一些定理以他的名字命名，包括布饶尔诱导特征标定理，这个定理在数论和有限群论中都有应用，以及其推论布饶尔特征标刻画定理，这是群特征标理论的核心。
1956年发表的 Brauer-Fowler 定理后来为有限单群分类定理提供了重要的推动力，因为它意味着对合的中心化子(2阶元素)具有特定的结构的有限单群只有有限个。
布饶尔应用模表示论，特别是通过他的三个主定理，获得了关于群特征标的微妙信息。这些方法对于具有低秩西罗 2-子群的有限单群分类特别有用。 Brauer-Suzuki 定理表明，任何有限单群都不可能具有广义四元数 Sylow 2-子群。Alperin-Brauer-Gorenstein 定理分类了具有圈或准二面体 Sylow 2- 子群的有限群。 布饶尔发展的方法也为分类纲领做出了贡献：如 Gorenstein-Walter 定理，分类了有二面体 Sylow 2-子群和的有限群；以及 Glauberman Z* 定理。有循环亏群的块的理论，由布饶尔首先在主块具有 p 阶亏群的情况下得出，后来由 E. C. Dade 全面推广，在群论中也有若干应用，例如在小维数复数域上的矩阵的有限群。 布饶尔树是一个和带有循环亏群的块相联系的组合对象，它对块的结构信息进行了编码。
1970年，布饶尔被授予美国国家科学奖章。

## 超复数
1898年，Eduard Study为Klein的百科全书写了一篇关于超复数的文章。这篇文章于1908年为亨利·嘉当的法语版作了扩充。到了20世纪30年代，很明显有必要更新 Study 的文章，于是 Richard Brauer 被要求就这个主题写文章。事实证明，在1936年布劳尔在多伦多准备他的手稿时，虽然手稿被接受了，政治和战争却阻碍了出版。尽管如此，布劳尔在20世纪40年代、50年代和60年代一直保留着他的手稿，并于1979年由日本冈山大学出版。 在他去世后，这篇论文也在他的《论文集》第一卷中以第22号论文的形式出现。文章题目是“超复数的代数”（"Algebra der hyperkomplexen Zahlensysteme (Algebren)"）。与 Study 和嘉当的探索性文章不同，布饶尔的文章读起来像是现代的抽象代数教材，覆盖面广泛。下面是他的导言：
在19世纪初，常规的复数和通过数对或平面上的点实现的计算，已成为数学家的一般工具。 自然出现的问题是，是否可用 n-维空间的点定义类似的“超复”数。 事实证明，这种对实数的扩张需要通常的公理作出一些让步(维尔斯特拉斯，1863)。对计算法则的选择——这在超复数中是不可避免的——自然也有一些选项。 然而，在任何情况下，我们得到的数系在其结构性质和分类上都允许一个唯一的理论。更进一步地，我们希望这些理论能和其他的数学领域产生密切联系，从而使它们得到被应用的可能。
1929年在柯尼斯堡时，布饶尔在《数学杂志》上发表了一篇名为《论超复数系》的文章，主要是关于整环（Nullteilerfrei systeme）和他后来在多伦多使用的域论。

## 出版物
- Brauer, R.; Sah, Chih-han (编), , W. A. Benjamin, Inc., New York-Amsterdam, 1969  [2018-11-23], MR 0240186, （原始内容存档于2020-09-20）
- Brauer, R., Fong, Paul; Wong, Warren J. , 编, , Mathematicians of Our Time 18, MIT Press, 1980, ISBN 978-0-262-02148-7, MR 0581120
- Brauer, R., Fong, Paul; Wong, Warren J. , 编, , Mathematicians of Our Time 19, MIT Press, 1980, ISBN 978-0-262-02149-4, MR 0581120